# Spectres
Spectres – piąty album studyjny zespołu Blue Öyster Cult z listopada 1977 roku. Zawiera m.in. utwory Godzilla, Death Valley Nights czy I Love the Night. Piosenka Going Through The Motions trafiła na listę American Top 40. W 1978 roku "Spectres" uzyskał status złotej płyty, a w 2004 roku status platynowej. Nagrania dotarły do 43. miejsca listy Billboard 200 w USA.

## Lista utworów
Strona A
| 1. | "Godzilla" (Donald Roeser)                               | 3:41  |
|    |                                                          |       |
| 2. | "Golden Age of Leather" (Bruce Abbott, Roeser)           | 5:53  |
|    |                                                          |       |
| 3. | "Death Valley Nights" (Richard Meltzer, Albert Bouchard) | 4:07  |
|    |                                                          |       |
| 4. | "Searchin’ for Celine" (Allen Lanier)                    | 3:35  |
|    |                                                          |       |
| 5. | "Fireworks" (A. Bouchard)                                | 3:14  |
|    |                                                          |       |
|    |                                                          | 20:30 |
|    |                                                          |       |
Strona B
| 1. | "R.U. Ready 2 Rock" (Sandy Pearlman, A. Bouchard)    | 3:45  |
|    |                                                      |       |
| 2. | "Celestial the Queen" (Helen Wheels, Joe Bouchard)   | 3:24  |
|    |                                                      |       |
| 3. | "Goin’ Through the Motions" (Eric Bloom, Ian Hunter) | 3:12  |
|    |                                                      |       |
| 4. | "I Love the Night" (Roeser)                          | 4:23  |
|    |                                                      |       |
| 5. | "Nosferatu" (Wheels, J. Bouchard)                    | 5:23  |
|    |                                                      |       |
|    |                                                      | 20:07 |
|    |                                                      |       |

### Utwory dodatkowe z 2007 r.
| 1. | "Night Flyer" (J. Bouchard, Murray Krugman)              | 3:48  |
|    |                                                          |       |
| 2. | "Dial M for Murder" (Roeser)                             | 3:11  |
|    |                                                          |       |
| 3. | "Please Hold" (A. Bouchard)                              | 2:47  |
|    |                                                          |       |
| 4. | "Be My Baby" (Jeff Barry, Ellie Greenwich, Phil Spector) | 3:01  |
|    |                                                          |       |
|    |                                                          | 12:47 |
|    |                                                          |       |

## Twórcy
- Eric Bloom - gitara rytmiczna, wokal
- Donald "Buck Dharma" Roeser - gitara prowadząca, gitara rytmiczna, wokal
- Albert Bouchard - perkusja, harmonijka, wokal
- Joe Bouchard - gitara basowa, gitara, wokal
- Allen Lanier - instrumenty klawiszowe, gitara rytmiczna
- Newark Boys Chorus - chór

### Certyfikat
| Rok  | Album    | Certyfikat |
| ---- | -------- | ---------- |
| 2004 | Spectres | Platynowa  |
| 1978 | Spectres | Złota      |